# Vladislav Kondratov
Vladislav Yúrievich  Kondratov, en ruso: Владислав Юрьевич Кондратов, (nacido el 16 de septiembre de 1971 en Moscú, Rusia) es un exjugador de baloncesto ruso. Con 2,04 m de estatura, su puesto natural en la cancha era el de ala-pívot.

## Trayectoria
- CSKA Moscú (1992-1994)
- Spartak Moscú (1994-1995)
- Avtodor Saratov (1995-1996)
- Spartak Moscú (1996-1999)
- Ironi Nahariya (1998-1999)
- Bobry Bytom (1998-1999)
- Lokomotiv Vody (1999-2000)
- Dinamo Moscú (2000-2002)
- Arsenal Tula (2002-2003)